# Regatul Poloniei (1916-1918)
Regatul Poloniei (în poloneză Królestwo Polskie), cunoscut informal și ca Regatul Regenței (în poloneză Królestwo Regencyjne), a fost un stat marionetă al Germaniei în timpul Primului Război Mondial. În realitate, Imperiul German dorea să anexeze aproximativ 30.000 de kilometri pătrați din teritoriul fostei Polonii a Congresului și să efectueze purificarea etnică a până la 3 milioane de polonezi și evrei pentru a face loc pentru coloniștii germani în așa-numitul plan al Fâșiei de Frontieră Poloneze⁠(d).
Decizia de a promite restaurarea Poloniei a fost luată de către Germania în scopul de a încerca să-și legitimeze ocupația militară în fața populației poloneze, ea venind după propaganda germană transmisă locuitorilor polonezi în 1915, în care soldații germani erau prezentați ca eliberatori ai Poloniei de sub jugul Rusiei.  În 1917 s-a propus și un proiect de constituție. 
Guvernul german a folosit amenințări cu pedepse grele pentru a-i determina pe proprietarii de pământuri polonezi ce trăiau în teritoriile baltice ocupate de germani să se mute în acest stat și să vândă proprietățile baltice germanilor în schimbul reîmproprietăririi în Polonia, și au făcut eforturi pentru a-i elimina pe polonezi din teritoriile poloneze anexate anterior de Prusia.
În urma armistițiului cu Germania, care a încheiat Primul Război Mondial, zona a devenit parte din a Doua Republică Poloneză.

## Planurile inițiale

### Germania
În 1914, pentru a asigura frontiera de est a Germaniei împotriva Rusiei, Theobald von Bethmann Hollweg, cancelarul german, a hotărât anexarea unei fâșii de teritoriu polonez. În scopul de a evita adăugarea la Imperiul German a populației poloneze de acolo, s-a propus strămutarea acestei populații într-un nou stat polonez mai spre est, în timp ce fâșia urma să fie recolonizată cu germani.
După izbucnirea Primului Război Mondial, împăratul german William al II-lea a conceput crearea unui stat polonez dependent pe teritoriul cucerit de la Rusia. Acest regat polonez, cu o autonomie limitată, urma să fie condus de un principe german și să aibă armata, rețeaua de transport și economia controlate de Germania. Armata și rețeaua feroviară urmau să fie plasate sub comandă prusacă.
În primul an de război, trupele germane și austriece au cucerit rapid Țara Vistulei – fosta Polonie a Congresului – și, în 1915, au împărțit administrația între un guvernator german la Varșovia, și un omolog austriac al lui la Lublin.
În mai multe memorandumuri trimise în 1915 și 1916, Hans Hartwig von Beseler⁠(d), guvernatorul general al zonelor poloneze de sub control german, a propus înființarea unui stat polonez independent. Sub influența generalului Erich Ludendorff, pe atunci director al operațiunilor Germaniei în Europa de Est, această propunere includea anexarea unor teritorii considerabile de către Prusia și Austro-Ungaria. Gerhard von Mutius, văr cu cancelarul Bethmann-Hollweg și reprezentant al ministrului de externe la cartierul general al lui Beseler, contesta utilitatea anexărilor, insistând că „dacă interesele militare o permit, secesiunile și împărțirile teritoriale ar trebui evitate”, întrucât o astfel de politică ar asigura o „înclinație anti-rusească [față de] noua Polonie”.

### Austro-Ungaria
Austro-Ungaria avea trei idei diferite în ceea ce privește Polonia. Una, „soluția austro-polonă”, implica crearea unui regat polonez sub împăratul Austriei, care, printre alte titluri, deja le deținea pe cele de rege al Galiției și Lodomeriei. Elementele germane și maghiare din monarhia habsburgică se opuneau unei astfel de manevre, din teama de a nu importa în granițele sale o putere predominant slavă. Spre deosebire de împăratul Franz Joseph, cu toate acestea, Carol I al Austriei, care a urcat pe tronul Habsburgilor în 1916, a promovat ideea. Alte două idei implicau împărțirea fostei Polonii a Congresului între Prusia și Austro-Ungaria, sau între Austro-Ungaria și un stat constituit din Lituania, Belarus și resturile de Poloniei Congresului.
Austriecii subestimaseră însă dorința Germaniei de a determina soarta Poloniei. După cum arăta prim-ministrul Count Karl von Stürgkh⁠(d), ei au recunoscut că „polonezii vor rămâne polonezi [...] chiar și la 150 de ani după ce Galiția a trecut la Austria, polonezii încă nu au devenit austrieci”. Era clar pentru politicienii austrieci că crearea unui stat polonez de-a lungul liniilor dorite de Germania însemna pierderea Galiției, așa că au propus divizarea acesteia și formarea unei Galiții de Est⁠(d) ca provincie austriacă.
Dintre candidații la noul tron polonez, arhiducele Carol Ștefan al Austriei (în poloneză Karol Stefan) și fiul său, Carol Albert, s-au numărat printre pretendenții inițiali. Amândoi locuiau în orașul galițian Saybusch (astăzi, Żywiec) și vorbeau fluent poloneza. Fiicele lui Carol Ștefan erau căsătorite cu aristocrații polonezi Czartoryski și Radziwiłł.
La începutul lui 1916, „soluția austro-polonă” devenise deja ceva doar ipotetic. Erich von Falkenhayn, șeful Statului Major General german a respins ideea în ianuarie, urmat fiind de Bethmann-Hollweg în februarie. Bethmann-Hollweg era dispus să accepte un candidat austriac pe noul tronul noii Polonii, atât timp cât Germania își păstra controlul asupra economiei, resurselor și armatei poloneze – cu alte cuvinte, atât timp cât el devenea practic un conducător-marionetă.
Pretendenții germani la tron erau din casele regale din Saxonia, Württemberg și Bavaria. Bavaria a cerut ca prințul Leopold, comandantul suprem al forțelor germane de pe Frontul de Est, să devină noul monarh. Candidatul din Württemberg era ducele Albrecht, deoarece el aparținea liniei catolice a dinastiei. Pretențiile casei saxone de Wettin la tronul polonez se bazau pe filiația față de Frederick Augustus I de Saxonia, care fusese făcut duce de Varșovia de către Napoleon în timpul Războaielor Napoleoniene, precum și pe alegerea lui Augustus al II-lea cel Puternic ca rege al Poloniei și mare duce al Lituaniei în 1697.

## Obiectivele germane

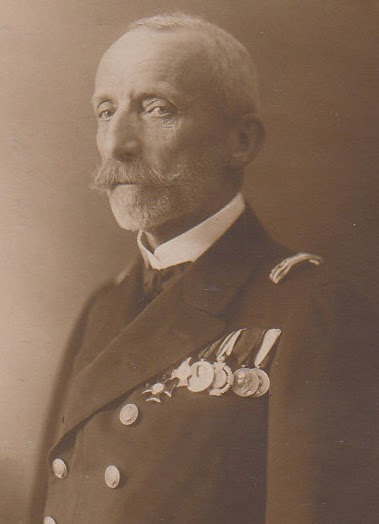
Arhiducele Carol Ștefan în 1917.

În timpul ocupației germane, polonezii au fost puși la muncă forțată și li s-au confiscat produse alimentare și proprietăți private.
Deși planurile inițiale impuneau soluția austro-polonă, ele au fost abandonate în februarie în fața creșterii dependenței Austro-Ungariei de Germania. Atât controlul asupra economiei poloneze, cât și cel asupra materiilor prime urma să fie în mâinile Germaniei, care urma și să controleze total armata poloneză.
Granițele acestei Polonii „autonome” urmau să fie schimbate în favoarea Germaniei, cu anexarea așa-numitei „Fâșii de Frontieră Poloneze⁠(d)”, ceea ce ar fi dus la anexarea unei părți considerabile din teritoriul polonez care făcuse parte din Imperiul Rus după împărțirea Poloniei. Până la sfârșitul anului 1916, Germania dorea să anexeze aproape 30.000 de kilometri pătrați de teritoriul polonez, pe care urma să le colonizeze cu etnici germani, în timp ce populațiile poloneză și evreiască urmau să fie eliminate.
După victoria așteptată, economia poloneză urma să fie dominată de Germania și s-au făcut pregătiri pentru preluarea de către germani a controlului asupra sistemului feroviar polonez, asupra transportului fluvial pe Vistula și asupra zonelor industriale din bazinul Dąbrowa⁠(d), Radom și Kielce.
Astfel de planuri au fost propuse și de către membrii minorității germane din Polonia din zona Łódź, care au protestat față de Actul de la 5 Noiembrie și, într-o scrisoare adresată guvernului german, au cerut anexarea vestului Poloniei de către Germania și colonizarea acestor zone cu etnici germani.

## Istoria

### Proclamația prin care se promitea înființarea statului
După ce ofensiva germană a eșuat în bătălia de la Verdun și Austria a suferit eșecuri militare în fața Italiei, generalii Hindenburg și Ludendorff, acum comandanți supremi ai armatei germane⁠(d) și o forță din ce în ce mai dominantă în politica din Germania și Austria, și-au schimbat pozițiile față de Polonia: după ce anterior considerau Polonia un simplu bun negociabil în caz de pace separată cu Rusia, ei acum stabiliseră instituirea unei dependențe germane, în speranța că crearea unei armate poloneze ar putea înlocui pierderile Puterilor Centrale. În octombrie 1916, la deliberările comune de la Pszczyna, conducerile germană și austriacă au convenit să accelereze proclamația prin care se promitea crearea unui stat polonez în viitor.

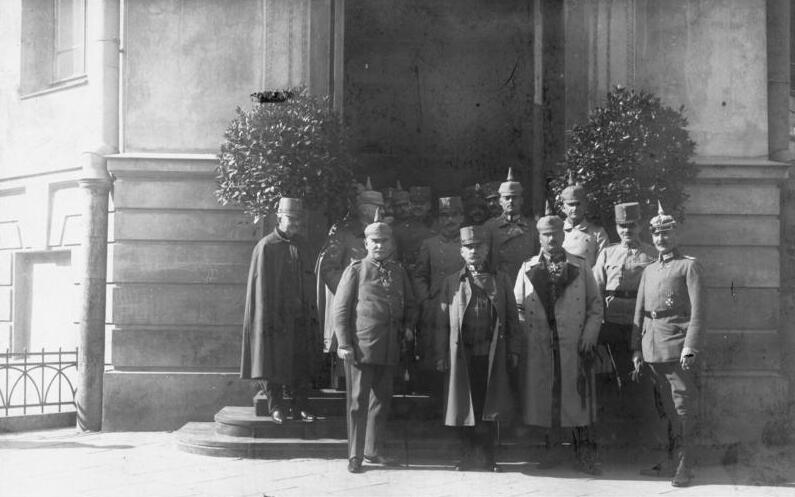
Guvernatorii generali Beseler (primul din stânga) și Kuk (al doilea din stânga) în 1916.

Între timp, generalul von Beseler a reușit să câștige sprijin în rândul polonezilor pro-austrieci și al adepților lui Józef Piłsudski. Partidul Partidul Național-Democrat (Polonia)⁠(d) (cu sediul la Paris) respingea însă orice colaborare cu Puterile Centrale. După ce împăratul German și cancelarul s-au întâlnit cu o delegație poloneză condusă de Józef Brudziński⁠(d), s-au pus la punct ultimele detalii. La 5 noiembrie 1916, guvernatorul von Beseler a emis la Varșovia Actul de la 5 Noiembrie, prin care promitea înființarea unui stat polonez, fără a preciza vreun viitor conducător al acestuia, frontierele exacte sau sistemul de guvernare și, pentru prima dată după 1831, a decorat Castelul Regal cu drapele poloneze. Guvernatorul general austriac Kuk a emis o proclamație similară la Lublin. A existat și o fracțiune pro-germană condusă de Władysław Studnicki, dar nu a câștigat nicio susținere semnificativă în rândul populației poloneze.
Imediat după proclamație, guvernatorul general german de la Varșovia a emis un anunț de recrutare a militarilor, care a dus la proteste din partea polonezilor, care deplângeau în special lipsa unui guvern polonez.

### Consiliul de Stat
La 14 ianuarie 1917, a fost înființat un Consiliu Provizoriu de Stat⁠(d) (în poloneză Tymczasowa Rada Stanu) ca guvern provizoriu, alcătuit din cincisprezece membri aleși de către germani și zece de către autoritățile austriece. Magnatul⁠(d) Waclaw Niemojowski a fost numit mareșal al Coroanei⁠(d), cu Józef Mikułowski-Pomorski ca adjunct al său. Franciszek Pius Radziwiłł⁠(d) și Józef Piłsudski au fost puși în fruntea Comisiei Militare. Întâia proclamație a Consiliului îmbrățișa ideea guvernării monarhice, expansiunea Poloniei spre est și sprijinea o armată de voluntari. Un Consiliu Național slujea drept parlament provizoriu. Consilierii au insistat pe o autonomie poloneză reală și, la 21 aprilie, au primit autoritate asupra educației, instanțelor judecătorești și propagandei. Studenții erau în continuare nemulțumiți de gradul de autonomie și au organizat o grevă la 3 mai, care a dus la închiderea temporară a tuturor universităților.
Între timp, proclamația președintelui SUA, Woodrow Wilson, în favoarea unei Polonii unitare și independente (la 22 ianuarie 1917) și după căderea țarului în Revoluția din Februarie a consolidat forțele poloneze, favorizând și pozițiile neutre sau favorabile Antantei.

### Criza Jurământului
În decembrie 1917, o brigadă a Legiunilor Poloneze⁠(d) conduse de Stanisław Szeptycki⁠(d) au intrat în Varșovia pentru a forma corpul de ofițeri al noii armate poloneze.

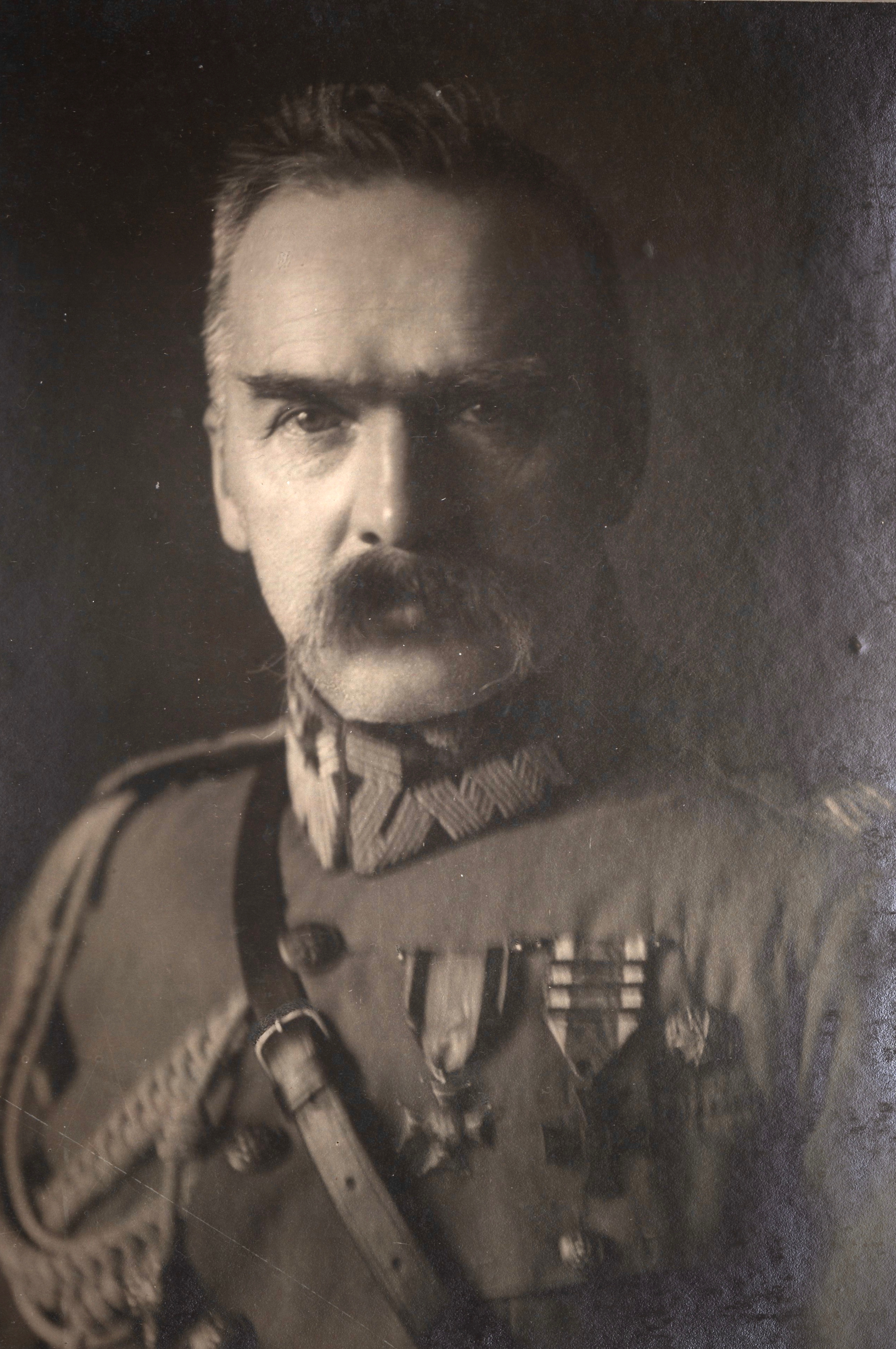
Józef Piłsudski.

La 21 aprilie, Consiliul de Stat a adoptat o proclamație în favoarea armatei poloneze (germană Polnische Wehrmacht) și l-a numit pe colonelul Sikorski pentru a supraveghea procesul de recrutare. Relația dintre Puterile Centrale și Legiunile Poloneze⁠(d) a devenit din ce în ce mai dificilă, mai ales după ce puterile au interzis prezența supușilor austrieci în rândul Legiunilor (acum denumite Corpul Auxiliar Polonez, Polski Korpus Posilkowy), cu scopul de a-i devia spre armata austriacă regulată. Piłsudski s-a abținut de la votul asupra armatei poloneze, iar pe 2 iulie a demisionat împreună cu doi consilieri de stat de stânga. Noul jurământ al armatei elaborat de către guvernatorii generali și adoptat de către Consiliul de Stat a dus la o criză politică, mai ales deoarece el era direcționat către un „viitor rege” nespecificat și sublinia alianța cu Germania și Austria. Mai mulți legionari au refuzat să depună jurământul și au fost arestați, fapt care l-a determinat pe generalul von Beseler să-l aresteze pe asociatul lui Piłsudski, Kazimierz Sosnkowski⁠(d), și să-l închidă în Germania. În luna august, restul Legiunilor, aproximativ zece mii de soldați, au fost transferați pe Frontul de Est. Mareșalul Coroanei, Niemojowski, a demisionat la 6 august și a Consiliul s-a desființat la 25 august.

### Constituția „Regenței”

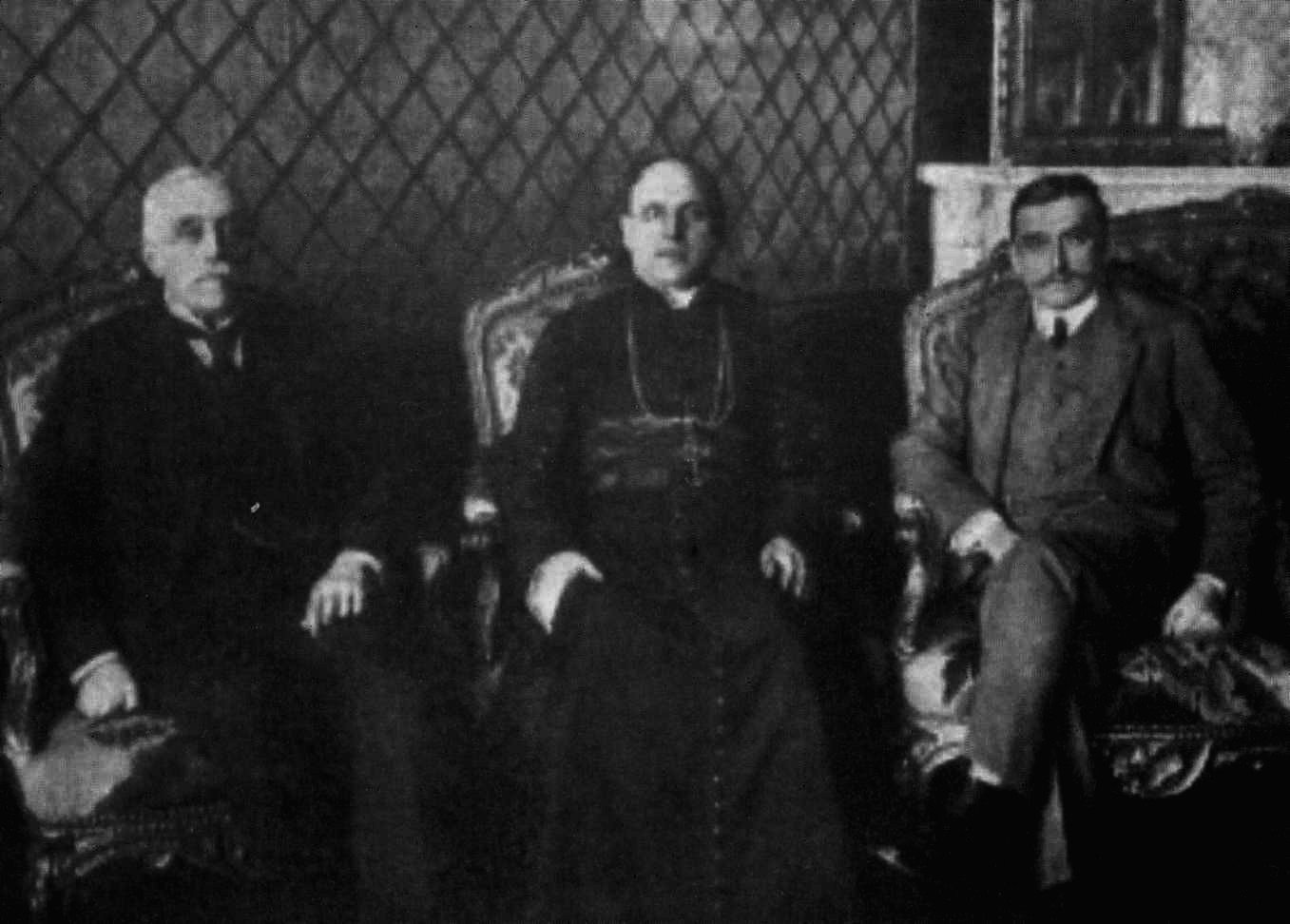
Consiliul de Regență. De la stânga la dreapta: Ostrowski, Kakowski,.

După întreruperea funcționării Comisiei  Temporare a Consiliului Provizoriu de Stat (poloneză Komisja Przejściowa Tymczasowej Rady Stanu), Puterile Centrale au introdus o constituție provizorie, brevetul, la 12 septembrie 1917. Brevetul concepea o monarhie constituțională, cu un parlament bicameral, dar fără responsabilitate ministerială⁠(d). Doar școlile și tribunalele erau transferate către autoritățile poloneze, dar — în ciuda protestelor  polonezilor — minoritatea germană a primit un sistem școlar separat. Până la alegerea unui rege al Poloniei, a fost instalat un Consiliu de Regență (poloneză Rada Regencyjna) ca guvern provizoriu. La 18 septembrie, au fost numiți următorii membri ai Consiliului:
- Aleksander Kakowski⁠(d), arhiepiscopul Varșoviei⁠(d);
- prințul aristocratZdzisław Lubomirski⁠(d), care a servit și ca primar al Varșoviei în 1916 și 1917;
- și burghezul Józef Ostrowski, un mare proprietar de terenuri și fostul lider politic polonez în Duma de stat a Imperiului Rus.

Consiliul de Regență a fost instalat printr-o ceremonie la 15 octombrie, la comemorarea morții lui Tadeusz Kościuszko, și la 26 noiembrie, l-a numit pe Jan Kucharzewski⁠(d), un avocat care lucrase în guvern începând cu luna iunie, în funcția de prim-ministru.
După criza jurământului din 1917, acțiunile de recrutare în armata poloneză au primit sprijin insuficient au dat rezultate neglijabile, ajungând la doar 5.000 de oameni. În mai 1918, forța a fost consolidată de către generalul Józef Dowbor-Muśnicki⁠(d) care și-a mutat corpul său de polonezi — adunat din fosta armată țaristă — în Polonia. În luna august, legionarii arestați pentru refuzul de a depune jurământul au fost eliberați și câțiva s-au oferit din nou voluntari pentru armata poloneză.
În august 1918, Achille Ratti a sosit la Varșovia ca oaspete apostolic pentru a regla administrația Bisericii Catolice în urma schimbării circumstanțelor politice. Această numire s-a datorat mai ales influenței cancelarul german Georg von Hertling⁠(d) și lui Eugenio Pacelli, din 1917 nunțiu în Bavaria, la München. Ratti avea să devină celebru în 1920 drept singurul diplomat care a rămas în Varșovia în timpul Războiul Polono–Sovietic și a fost ales papă cu numele de Pius al XI-lea în anul 1922.

### Sfârșitul planurilor germane
După ce Ofensiva de Primăvară⁠(d) a germanilor din 1918 nu a reușit să câștige războiul pe Frontul de Vest, Generalul Ludendorff a propus în luna septembrie să se ceară pace pe baza planului prezentat de președintele american Wilson în ianuarie 1918 în ale sale Paisprezece Puncte, care, în ceea ce privește Polonia, cerea crearea unui „stat polonez independent ... garantat prin legământ internațional” cu „acces liber și sigur la mare”. Pe 3 octombrie, noul cancelar german, prințul Max de Baden, a anunțat acceptarea de către Germania a planului lui Wilson și desființarea imediată a administrației militare în țările ocupate de Germania. Trei zile mai târziu, Consiliul de Regență de la Varșovia a adoptat și el propunerile lui Wilson ca bază pentru crearea unui stat polonez.
La 1 octombrie, generalul von Beseler a discutat cu Hindenburg la Berlin și, informat fiind de situația militară sumbră, s-au întors la Varșovia bolnav și descurajat. La 6 octombrie, el a predat administrația funcționarilor polonezi și, pe 23 octombrie, a transferat comanda asupra forțelor poloneze (care atunci cuprindeau și regimentele  poloneze din Armata Austro-Ungară) Consiliului de Regență.
Cu toate acestea, un alt guvern polonez cu sediul la Lublin s-a ridicat să conteste autoritatea Regenței: la 6 noiembrie, Ignacy Daszyński⁠(d) a proclamat „Republica Populară Polonă” (Tymczasowy Rząd Ludowy Republiki Polskiej - traducere literală: „Sfatul Popular Provizoriu al Republicii Polone”), cu Daszyński (politician socialist și fost membru al parlamentului austriac), ca prim-ministru și colonelul Edward Rydz-Śmigły drept comandant militar. Moderații din Varșovia, care acum sperau la revenirea de generalului Piłsudski, care era încă arestat la Magdeburg, a repudiat declarația de la Lublin privind desființarea Regenței și planurile acesteia de reforme sociale radicale. Deja în octombrie Consiliul de Regență solicitase eliberarea lui Piłsudski și, după negocieri ținute prin intermediul lui Harry Graf Kessler⁠(d), generalului i s-a permis să se întoarcă la Varșovia, unde a sosit pe 10 noiembrie. În ziua următoare, Germania a semnat  armistițiul și trupele germane din Varșovia au fost dezarmate, refuzând să tragă asupra insurgenților polonezi. Atât Consiliul de Regență cât și guvernul lui Daszyński au transferat toată autoritatea lui Piłsudski. Regența s-a autodizolvat trei zile mai târziu.

## Conducători

### Autoritățile de ocupație
Guvernatorul general german de la Varșovia, comandantul-șef al Polska Siła Zbrojna — Hans Hartwig von Beseler⁠(d) (1 august 1915 – 11 noiembrie 1918)
Guvernatori generali austro-ungari de la Lublin:
- General-maior Erich Freiherr von Diller (1 august 1915 – 20 aprilie 1916)
- Feldzeugmeister Karl Kuk (21 aprilie 1916 – aprilie 1917)
- General-maior Stanisław Szeptycki⁠(d) (aprilie 1917 – 28 februarie 1918)
- General de infanterie Anton Lipoščak (1 martie – 11 noiembrie 1918)

### Autoritățile de stat
- Consiliul Provizoriu de Stat⁠(d) (14 ianuarie – 15 august 1917) — Waclaw Niemojowski, mareșal al Coroanei (14 ianuarie – 6 august 1917), Józef Mikułowski-Pomorski, vicemareșal
- Consiliul de Regență (15 octombrie 1917 – 14 noiembrie 1918) — arhiepiscop⁠(d) Aleksander Kakowski⁠(d), prințul Zdzisław Lubomirski⁠(d), Józef Ostrowski

## Frontierele
În proclamația de 5 noiembrie 1916, Puterile Centrale au refuzat să stabilească frontierele noului stat polonez.

### Est
În urma preluării puterii de către bolșevici în Rusia, în octombrie 1917, unii politicieni polonezi s-au aliat cu Germania ca „ultimul bastion al ordinii” împotriva amenințării bolșevice, dar politica Germaniei de a înființa mai multe state clientelare mici la est de Polonia, susținută mai ales de comandamentul suprem condus de Ludendorff a stârnit rezistență crescută față de prezența germană în teritoriile poloneze.
Cu sprijinul militar german, Consiliul Lituaniei a proclamat independența statului lituanian la 11 decembrie. Sentimentul polonez a reacționat puternic, deoarece considera că Polonia și Lituania sunt o uniune istorică și mai ales deoarece considerau orașul Wilna (Vilnius), propus drept noua capitală a Lituaniei, drept oraș polonez.
Consiliul de Regență a solicitat admiterea la negocierile cu guvernul bolșevic în timpul călătoriilor la Berlin și Viena de la începutul lui 1918, dar a câștigat doar promisiunea cancelarului german Georg von Hertling⁠(d) de a recunoaște guvernul polonez cu rol consultativ. Reprezentanții bolșevicilor au refuzat și aceasta, ei nerecunoscând nicio legitimitate a guvernului polonez. Reprezentantul german Max Hoffmann⁠(d) și-a exprimat convingerea că „Polonia independentă va fi mereu considerat de mine o utopie, și voi sprijini fără nicio îndoială revendicările ucrainene.” Prin semnarea tratatulului de la Brest-Litovsk la 9 februarie, provincia Chełm — care făcuse parte din Polonia Congresului și provinciile rusești succesoare ale ei până în 1913 — a fost cedată noului stat ucrainean, mulți polonezi au privit aceasta ca pe „a Patra Împărțire a Poloniei”, ceea ce a dus la o „grevă generală politică” la Varșovia, pe 14 februarie și la demisia administrației lui Jan Kucharzewski⁠(d) mai târziu în aceeași lună. Părți ale corpului auxiliar polonez de sub comanda lui Józef Haller⁠(d) au protestat față de rapt părăsind frontul austro-rus și plecând în Ucraina, pentru a se întâlni cu detașamentele poloneze care dezertaseră din armata țaristă. După o aprigă luptă cu armata germană⁠(d) la Kaniów în mai, resturile acestor trupe au fost internate în tabere de prizonieri, deși Haller a reușit să fugă la Moscova.

### Vest
Cu toate acestea, frontierele nespecificate ale Poloniei erau amenințate și înspre vest: spre sfârșitul lui 1917, comandamentul suprem german a propus anexarea unei „fâșii de frontieră⁠(d)” la Germania, o politică sugerată anterior într-o scrisoare adresată guvernului german de către minoritatea germană din Polonia, stabilită în preajma orașului Łódź. Astfel de planuri au fost convenite în principiu de către guvernul german în martie 1918, și în aprilie au câștigat sprijin în Herrenhausul prusac⁠(d), dar au întâmpinat opoziție puternică din partea generalului von Beseler, într-un raport adresat împăratului Wilhelm.
În luna iulie, Ludendorff și-a detaliat planurile într-un memorandum, propunând anexarea unei „fâșii de frontieră” foarte extinse, de 20.000 de kilometri pătrați. În luna august, Împăratul Carol al Austriei a insistat asupra opțiunii austro-polone, interzicându-i arhiducelui Carol Ștefan să accepte coroana și declarându-și opoziția față de orice planuri germane de anexare. În replică, generalul Ludendorff a acceptat să lase Wilno (și, eventual, Minsk) în Polonia, dar a reafirmat planul „fâșiei de frontieră”. Cu toate acestea, acest lucru a făcut prea puțin pentru a calma sentimentele polonezilor, care considerau că revenirea orașului Wilno în granițele Poloniei este ceva de la sine înțeles și refuzau să cedeze orice parte a fostului regat al Poloniei.